# Пливање на Летњим олимпијским играма 2024 — 100 м леђно за жене
Трке на 100 метара леђним стилом за жене на Летњим олимпијским играма 2024. одржале су се 29. јула (квалификације и полуфинале) и 30. јула (финале) на базену Дефанс арене у Паризу. Трка на 100 метара леђним стилом за жене је по 24. пут била део званичног олимпијског програма од њеног званичног дебија на ЛОИ 1956. године. 
За трке у овој дисциплини биле су пријављене 36 такмичарке из 29 земаља. Титулу олимпијске првакиње освојила је Аустралијанка Кејли Макјуон која је у финалној трци испливала и нови олимпијски рекорд, који сада износи 57.33 секунде. Сребро је освојила Реган Смит из Сједињених Држава, док је бронза припала њеној сународници Кетрин Беркоф.

## Освајачи медаља
|                     | Резултат |                  | Резултат |                     | Резултат |
|                     |          |                  |          |                     |          |
| Кејли Макјуон (AUS) | 57.33 ОР | Реган Смит (USA) | 57.66    | Кетрин Беркоф (USA) | 57.98    |

## Званични рекорди
Пре почетка такмичења, званични рекорди у овој дисциплини су били следећи:
|                      | Име                 | Резултат | Место               | Датум         |
| -------------------- | ------------------- | -------- | ------------------- | ------------- |
| Светски рекорд СР    | Реган Смит (САД)    | 57.13    | Индијанаполис (САД) | 18. јун 2024. |
| Олимпијски рекорд ОР | Кејли Макјуон (АУС) | 57.47    | Токио (Јапан)       | 27. јул 2021. |

Током такмичења су постигнути следећи рекорди:
| Датум   | Трка   | Пливачица     | Држава     | Резултат | Рекорд |
| ------- | ------ | ------------- | ---------- | -------- | ------ |
| 30. јул | Финале | Кејли Макјуон | Аустралија | 57.33    | ОР     |

## Квалификационе норме
Квалификациона норма за учешће у овој дисциплини износила је 59.99 и све такмичарке које су испливали трку у том времену на неком од званичних такмичења у периоду између 1. марта 2023. и 23. јуна 2024, стекле су право да учествују на Играма у Паризу. У случају да довољан број пливача нема испливану квалификациону норму, следећи параметар је било селекционо време од 1:00.29. Свака од земаља је имала право да учествује са по максимално два такмичара по дисциплини, под условом да оба такмичара имају испливану квалификациону норму. Одређен број учесничких квота је попуњен на основу специјалних позивница земљама које немају квалификованих спортиста у пливању.

## Резултати квалификација
Квалификационе трке у дисциплини 100 метара леђно за жене су пливане 29. јула у јутарњем делу програма, са почетком од 11.13 часова по локалном времену (UTC+2). У квалификацијама су учествовале 36 пливачице из 29 земаља, пливало се у 5 квалификационих група, а директан пласман у полуфинале остварило је 16 пливачица са најбољим резултатима.
| Пласман | Трка | Стаза | Пливачица            | НОК                       | Резултат | Нап.   |
| ------- | ---- | ----- | -------------------- | ------------------------- | -------- | ------ |
| 1.      | 3    | 4     | Кетрин Беркоф        | Сједињене Америчке Државе | 57.99    | КВ     |
| 2.      | 5    | 4     | Реган Смит           | Сједињене Америчке Државе | 58.45    | КВ     |
| 3.      | 4    | 4     | Кејли Макјуон        | Аустралија                | 58.48    | КВ     |
| 4.      | 5    | 5     | Кајли Мас            | Канада                    | 59.06    | КВ     |
| 5.      | 3    | 5     | Ема Теребо           | Француска                 | 59.10    | КВ     |
| 6.      | 5    | 6     | Берил Гасталдело     | Француска                 | 59.31    | КВ     |
| 7.      | 4    | 5     | Јона Андерсон        | Аустралија                | 59.37    | КВ     |
| 8.      | 4    | 2     | Кармен Вејлер        | Шпанија                   | 59.57    | КВ, NR |
| 9.      | 4    | 7     | Рос Ванотердајк      | Белгија                   | 59.68    | КВ     |
| 10.     | 3    | 7     | Кира Таусајнт        | Холандија                 | 59.84    | КВ     |
| 11.     | 4    | 3     | Ван Летјен           | Кина                      | 59.87    | КВ     |
| 12.     | 5    | 3     | Ингрид Вилм          | Канада                    | 1:00.06  | КВ     |
| 13.     | 5    | 2     | Мајке де Вард        | Холандија                 | 1:00.12  | КВ     |
| 14.     | 4    | 6     | Ванг Сјуер           | Кина                      | 1:00.15  | КВ     |
| 15.     | 4    | 1     | Луис Хансон          | Шведска                   | 1:00.26  | КВ     |
| 16.     | 3    | 3     | Данијел Хил          | Ирска                     | 1:00.40  | КВ     |
| 17.     | 5    | 7     | Адела Пискорска      | Пољска                    | 1:00.47  |        |
| 18.     | 3    | 2     | Кетлин Довсон        | Уједињено Краљевство      | 1:00.69  |        |
| 19.     | 3    | 6     | Меди Херис           | Уједињено Краљевство      | 1:00.85  |        |
| 20.     | 5    | 1     | Анастасија Шкурдај   | Неутрални спортисти       | 1:00.94  |        |
| 21.     | 3    | 1     | Селија Пулидо        | Мексико                   | 1:01.10  |        |
| 22.     | 5    | 8     | Ника Шарафутдинова   | Украјина                  | 1:01.47  |        |
| 23.     | 4    | 8     | Ема Харви            | Бермуди                   | 1:01.78  | НР     |
| 24.     | 3    | 8     | Габријела Георгијева | Бугарска                  | 1:02.16  |        |
| 25.     | 2    | 5     | Авив Барзелај        | Израел                    | 1:02.30  |        |
| 26.     | 2    | 4     | Ксенија Игнатова     | Казахстан                 | 1:02.51  |        |
| 27.     | 2    | 6     | Зури Фергусон        | Тринидад и Тобаго         | 1:02.75  |        |
| 28.     | 2    | 2     | Лусеро Мехија        | Гватемала                 | 1:03.42  |        |
| 29.     | 2    | 3     | Синди Чеунг          | Хонгконг                  | 1:03.45  |        |
| 30.     | 1    | 4     | Ганга Сенавиратне    | Шри Ланка                 | 1:04.26  |        |
| 31.     | 2    | 8     | Амани ел Обаидли     | Брунеј                    | 1:04.27  |        |
| 32.     | 2    | 1     | Селина Маркез        | Салвадор                  | 1:04.55  |        |
| 33.     | 2    | 7     | Елизабет Хименез     | Доминиканска Република    | 1:04.99  |        |
| 34.     | 1    | 3     | Дениз Донели         | Мозамбик                  | 1:08.73  |        |
| 35.     | 1    | 5     | Ајнура Примова       | Туркмeнистан              | 1:10.17  |        |
| 36.     | 1    | 6     | Малек ел Муктар      | Либија                    | 1:10.99  |        |

## Резултати полуфинала
Полуфиналне трке су пливане 29. јула у вечерњем делу програма, са почетком од 21.01 часова. Осам првопласираних такмичарки је изборило пласман у финале.
| Пласман | Трка | Стаза | Пливачица        | НОК                       | Резултат | Нап. |
| ------- | ---- | ----- | ---------------- | ------------------------- | -------- | ---- |
| 1.      | 1    | 4     | Реган Смит       | Сједињене Америчке Државе | 57.97    | КВ   |
| 2.      | 2    | 5     | Кејли Макјуон    | Аустралија                | 57.99    | КВ   |
| 3.      | 2    | 4     | Кетрин Беркоф    | Сједињене Америчке Државе | 58.27    | КВ   |
| 4.      | 2    | 6     | Јона Андерсон    | Аустралија                | 58.63    | КВ   |
| 5.      | 1    | 5     | Кајли Мас        | Канада                    | 58.82    | КВ   |
| 6.      | 1    | 7     | Ингрид Вилм      | Канада                    | 59.10    | КВ   |
| 7.      | 1    | 3     | Берил Гасталдело | Француска                 | 59.29    | КВ   |
| 8.      | 2    | 3     | Ема Теребо       | Француска                 | 59.50    | КВ   |
| 9.      | 1    | 6     | Кармен Вејлер    | Шпанија                   | 59.72    |      |
| 10.     | 2    | 2     | Рос Ванотердајк  | Белгија                   | 59.86    |      |
| 11.     | 1    | 1     | Ванг Сјуер       | Кина                      | 59.89    |      |
| 12.     | 2    | 7     | Ван Летјен       | Кина                      | 1:00.06  |      |
| 13.     | 2    | 1     | Мајке де Вард    | Холандија                 | 1:00.22  |      |
| 14.     | 1    | 2     | Кира Таусајнт    | Холандија                 | 1:00.37  |      |
| 15.     | 2    | 8     | Луис Хансон      | Шведска                   | 1:00.47  |      |
| 16.     | 1    | 8     | Данијел Хил      | Ирска                     | 1:00.80  |      |

## Финале
Финална трка је пливана 30. јула у вечерњем делу програма, са почетком од 21.00 часова по локалном времену.
| Пласман | Стаза | Пливачица        | НОК                       | Резултат | Нап.  |
| ------- | ----- | ---------------- | ------------------------- | -------- | ----- |
|         | 5     | Кејли Макјуон    | Аустралија                | 57.33    | ОР KР |
| 2       | 4     | Реган Смит       | Сједињене Америчке Државе | 57.66    |       |
| 3       | 3     | Кетрин Беркоф    | Сједињене Америчке Државе | 57.98    |       |
| 4.      | 2     | Кајли Мас        | Канада                    | 58.29    |       |
| 5.      | 6     | Јона Андерсон    | Аустралија                | 58.98    |       |
| 6.      | 7     | Ингрид Вилм      | Канада                    | 59.25    |       |
| 7.      | 8     | Ема Теребо       | Француска                 | 59.40    |       |
| 8.      | 1     | Берил Гасталдело | Француска                 | 59.80    |       |